# Sally Ride

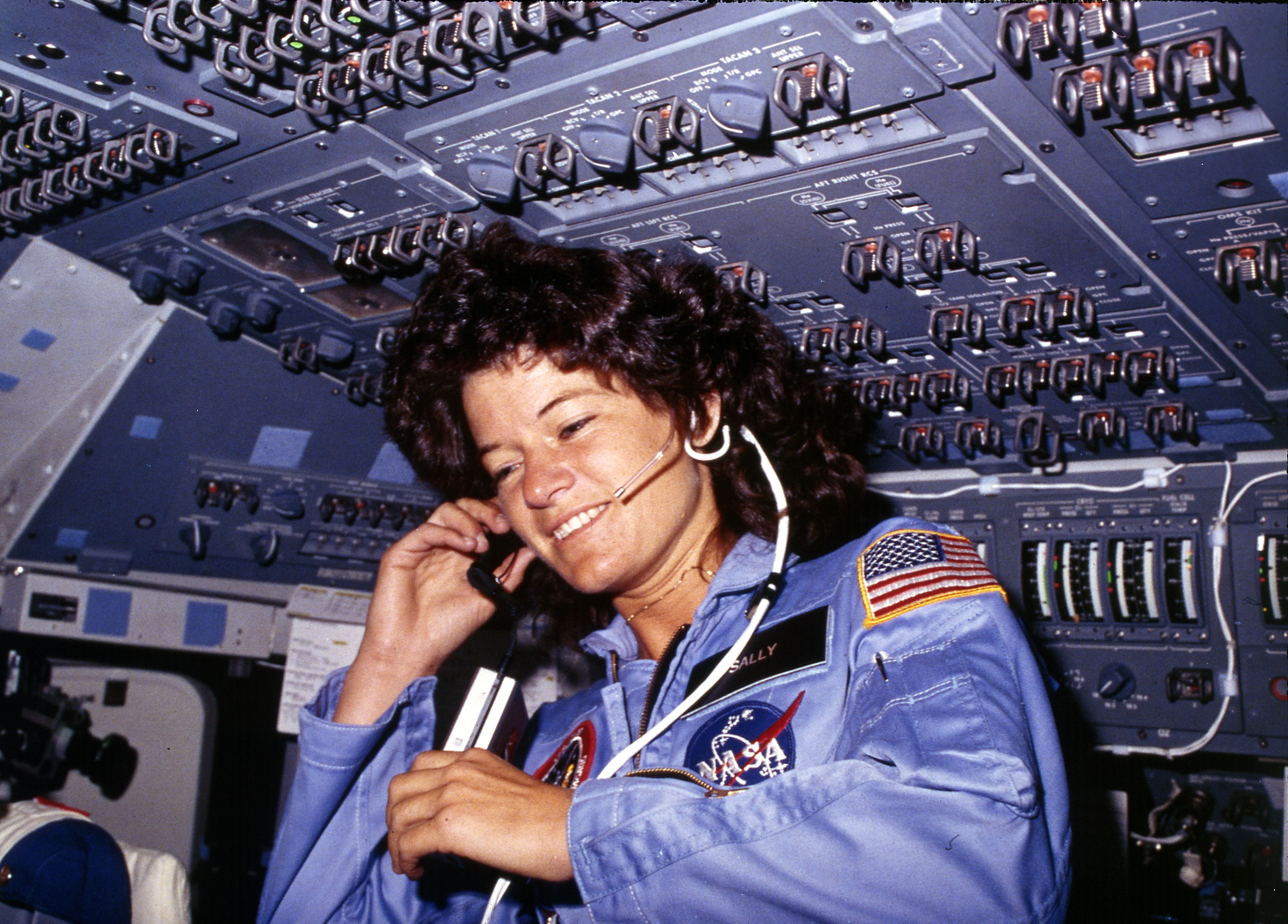
Misja STS-7 – Sally Ride na pokładzie promu Challenger

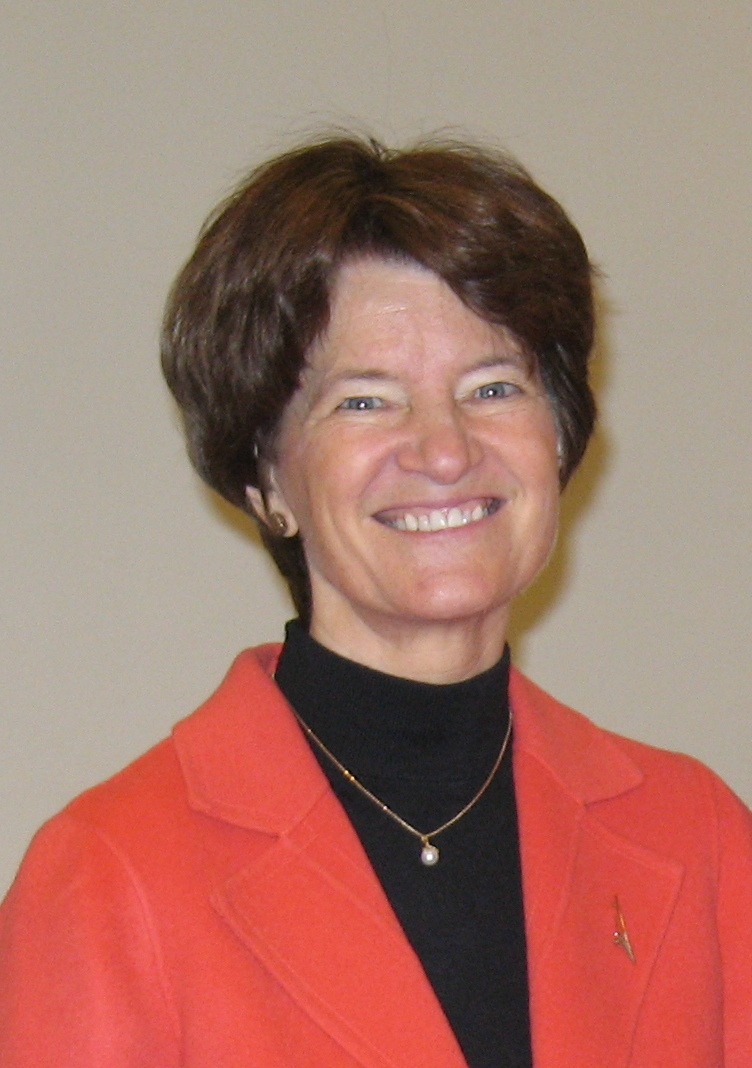
Sally Ride, 2008

Sally Kristen Ride (ur. 26 maja 1951 w Los Angeles, zm. 23 lipca 2012 w La Jolla) – amerykańska astronautka, doktor fizyki, pierwsza Amerykanka w przestrzeni kosmicznej.

## Życiorys
Urodziła się w rodzinie prezbiteriańskiej. Jej rodzice byli starszymi zboru, natomiast młodsza siostra, Karen „Bear”, jest pastorem amerykańskiego Kościoła Prezbiteriańskiego. Ojciec – Dale Burdell Ride – wykładał nauki polityczne w Santa Monica College, matka zaś – Carol Joyce z d. Anderson – jako wolontariuszka prowadziła w żeńskim zakładzie karnym poradnictwo dla osadzonych w nim kobiet.
Sally uczęszczała do Portola Junior High School, a następnie do Westlake School for Girls, której była stypendystką. Jako nastolatka grała zawodniczo w tenisa i była klasyfikowana w krajowym rankingu juniorów. Zanim definitywnie poświęciła się nauce, przez pierwsze lata studiów kontynuowała z sukcesami karierę sportową. Jej tenisowa mentorka i sparring partnerka, Billie Jean King, nakłaniała ją nawet do przejścia na zawodowstwo.
Po ukończeniu w 1968 szkoły Westlake przez trzy semestry studiowała w Swarthmore College w Pensylwanii. Następnie powróciła do Kalifornii, aby podjąć naukę fizyki na UCLA. Po niedługim czasie przeniosła się na Uniwersytet Stanforda. W 1973 uzyskała na nim licencjaty z dwóch fakultetów – anglistyki i fizyki. Na tejże uczelni otrzymała jeszcze dwa dyplomy w dziedzinie fizyki – magisterski w 1975 i doktorski w 1978. 

### Astronautka – pierwsza Amerykanka w kosmosie
Była jedną z 8000 osób, które odpowiedziały na zamieszczone w stanfordzkiej gazecie studenckiej ogłoszenie NASA o naborze kandydatów do programu kosmicznego. Jednakże na jej decyzję o wstąpieniu w szeregi agencji największy wpływ miała aktorka Nichelle Nichols, która w owym czasie prowadziła rekrutację z ramienia NASA. W rezultacie w styczniu 1978 Ride została przyjęta do agencji jako kandydatka na astronautkę. Po rocznym szkoleniu i otrzymaniu pozytywnej oceny medycznej, w sierpniu 1979 uzyskała status specjalisty misji. Następnie pracowała w Centrum Lotów Kosmicznych im. Lyndona B. Johnsona. Pełniła funkcję naziemnego operatora łączności (Capcom) podczas lotów kosmicznych STS-2 i STS-3. Ponadto uczestniczyła w pracach nad systemem zdalnie sterowanego manipulatora promu kosmicznego.
18 czerwca 1983 poleciała w kosmos jako członek załogi wahadłowca Challenger, realizującej misję STS-7. Tym samym została pierwszą amerykańską astronautką (trzecią po Tierieszkowej i Sawickiej). Odpowiedzialna była za ramię robotyczne Canadarm wahadłowca i jako pierwsza za jego pomocą pochwyciła satelitę. W wyprawie uczestniczyli także: Robert Crippen (dowódca misji), Frederick Hauck (pilot wahadłowca),  John Fabian (specjalista misji – MS-1) i Norman Thagard (MS-3). Podczas lotu przeprowadzono szereg badań naukowych, m.in. medycznych. Ponadto Ride (MS-2) i Fabian umieścili na orbicie satelity telekomunikacyjne (ANIK-C2 i Palapa-B1) na zlecenie rządów Kanady i Indonezji. Wypróbowali także dźwig pokładowy służący do za- i wyładunku wahadłowca w warunkach orbitalnych. Wyprawa zakończyła się 24 czerwca lądowaniem Challengera w kalifornijskiej bazie lotniczej Edwards.  
Swój drugi i ostatni lot kosmiczny odbyła w dniach 5–13 października 1984. Była specjalistą misji STS-41-G w załodze promu Challenger.  W wyprawie uczestniczyli również: Robert Crippen (dowódca misji), Jon McBride (pilot wahadłowca), David Leestma (specjalista misji – MS-1), Kathryn Sullivan (MS-3), Kanadyjczyk Marc Garneau (specjalista ładunku – PS-1) i Australijczyk Paul Scully-Power (PS-2). Podczas lotu prowadzono z orbity m.in. badania oceanów i lądów. Ponadto astronauci umieścili w kosmosie również satelitę przeznaczonego do obserwacji klimatycznych ERBS (Earth Radiation Budget Satellite), a na czas lotu platformę badawczą OSTA-3 z radarem SIR-B. 13 października wahadłowiec wylądował na pasie Centrum Kosmicznego im. Johna F. Kennedy'ego (KSC).
W czerwcu 1985 została wyznaczona do załogi misji STS-61-M. Jednakże wskutek katastrofy promu Challenger przygotowania do wyprawy zostały wstrzymane, Ride zaś weszła w skład prezydenckiej komisji dochodzeniowej mającej ustalić przyczyny wypadku. Kierowała w niej podkomitetem operacyjnym. Po zakończeniu prac komisji otrzymała przeniesienie do centrali NASA w Waszyngtonie. Objęła powołane dla niej stanowisko asystentki specjalnej administratora (dyrektora naczelnego) NASA ds. planowania strategicznego. W ramach swoich zajęć doprowadziła do opracowania raportu pt. Przewodnictwo NASA i przyszłość Ameryki w kosmosie (NASA Leadership and America's Future in Space), nazywanego później „Raportem Ride”.

### Dalsza działalność
W 1987 odeszła z NASA i podjęła pracę na Uniwersytecie Stanforda w Centrum Bezpieczeństwa Międzynarodowego i Współpracy. Doktorat uzyskała  w zakresie fizyki materii międzygwiezdnej i jej reakcji na promieniowanie rentgenowskie. Dwa lata później na tejże uczelni powierzono jej stanowisko profesora fizyki oraz powołano na funkcję dyrektora California Space Institute. W 2001 wraz z przyjaciółmi założyła w San Diego Sally Ride Science. Placówka, której była też dyrektorem naczelnym, zajmuje się popularyzacją nauki i techniki wśród uczniów gimnazjów i szkół średnich, ze szczególnym uwzględnieniem dziewcząt. Sally Ride Science dostarcza także do szkół programy rozwoju zawodowego oraz organizuje obozy naukowe.
Ride jest współautorką sześciu książek popularnonaukowych dla dzieci, które napisała wraz z Tam O'Shaughnessy.

### Życie prywatne
W 1982 poślubiła kolegę-astronautę, Stevena Hawleya, z którym rozwiodła się w 1987. Jako że była osobą skrytą i przez całe dorosłe życie dbała o zachowanie swojej prywatności, dopiero po jej śmierci ujawniono, iż przez dwadzieścia siedem lat pozostawała w związku partnerskim z Tam O'Shaughnessy. Poznała ją jeszcze w czasie, kiedy obie jako juniorki grały w tenisa.  

### Śmierć
Zmarła 23 lipca 2012 po trwającej siedemnaście miesięcy walce z rakiem trzustki. Urna z jej prochami została złożona do grobu na cmentarzu Woodlawn Memorial w Santa Monica, obok miejsca spoczynku ojca.

## Odznaczenia i nagrody
- NASA Space Flight Medal – dwukrotnie
- Harmon Trophy (1983)
- Wprowadzenie do Panteonu Sławy Astronautów Stanów Zjednoczonych (United States Astronaut Hall of Fame)
- Wprowadzenie do Panteonu Sławy Kalifornii (2006)
- Prezydencki Medal Wolności (2013) – pośmiertnie
- Universal Astronaut Insignia za lot orbitalny (nr 120, pośmiertnie) – Stowarzyszenie Uczestników Lotów Kosmicznych (Association of Space Explorers(inne języki))[3]

## Pamięć
Na jej cześć nazwano salę kontroli lotów programu EarthKAM w Uniwersytecie  Kalifornijskim w San Diego – Sally Ride EarthKAM Mission Operation Center. W 2022 roku System Rezerwy Federalnej wyemitował dwie upamiętniające ją ćwierćdolarowe monety: srebrną monetę kolekcjonerską oraz towarzyszącą jej monetę okolicznościową.